# Tríptic (publicitat)
En la publicitat i les arts gràfiques, un tríptic és un fullet informatiu doblegat en tres parts, normalment la seva grandària és d'una fulla de paper mida carta. A la cara de davant, conté la informació de l'esdeveniment i institució que ho organitza i les dates, en el centre de la fulla hi ha els convidats especials, el contingut de conferències, horaris, ponents, recessos, dades de la inauguració i clausura, en la part posterior es posen les dades per a la inscripció i informes. Pot incloure textos i imatges de suport, organitzant la informació de manera clara sobre un tema. A causa de la seva mida i disseny, permet tenir un major impacte entre la població a la qual va destinada.
Quan es parla de tríptics, es fa referència en general a obres d'art, ja que aquest format va ser molt característic en l'Edat Mitjana (en la qual la idea de la Trinitat Cristiana coincidia a la perfecció amb el format triple). En aquest sentit, moltes obres d'art de l'època van ser fetes en taules de fusta, de marfil o de metall amb diferents dissenys, gravats i relleus. La bellesa i delicadesa d'aquestes obres les va tornar altament populars i reconegudes independentment de la seva mida (podent-se trobar algunes en miniatura i altres dignes de decorar salons sencers).

## Consideracions generals
La disposició de la informació sol ser la següent:
- En la portada es col·loca l'eslògan o frase de la campanya així com el logotip identificatiu de l'empresa.
- En el desenvolupament de triptic es desplega l'argument de vendes exposant els avantatges competitius del producte o servei, generalment, recolzades per fotografies o gràfics. El joc de tres làmines que es van desplegant permet anar exposant els arguments en un ordre determinat de manera que vagi creixent l'interès del client.